# Фонтаниле (Асти)
Фонтаниле (итал. Fontanile) је насеље у Италији у округу Асти, региону Пијемонт.
Према процени из 2011. у насељу је живело 369 становника. Насеље се налази на надморској висини од 276 м.

## Становништво
Према резултатима пописа становништва 2011. у општини је живело 566 становника.
| 1931. | 1936. | 1951. | 1961. | 1971. | 1981. | 1991. | 2001. | 2011. |
| ----- | ----- | ----- | ----- | ----- | ----- | ----- | ----- | ----- |
| 1.209 | 1.119 | 1.086 | 922   | 775   | 601   | 563   | 542   | 566   |